# Ziad Tlemçani
Ziad Tlemçani (Tunis, 10 mei 1963) is een voormalig Tunesisch voetballer.

## Carrière
Ziad Tlemçani speelde tussen 1984 en 1999 voor Espérance Tunis, Vitória Guimarães en Vissel Kobe.

## Tunesisch voetbalelftal
Ziad Tlemçani debuteerde in 1990 in het Tunesisch nationaal elftal en speelde 20 interlands, waarin hij 4 keer scoorde.